# Lawindra (Umbunasi)
Lawindra is een bestuurslaag in het regentschap Nias Selatan van de provincie Noord-Sumatra, Indonesië. Lawindra telt 922 inwoners (volkstelling 2010).